# Осорно-ла-Майор
Осорно-ла-Майор (ісп. Osorno la Mayor) — муніципалітет в Іспанії, у складі автономної спільноти Кастилія-і-Леон, у провінції Паленсія. Населення — 1454 особи (2010).
Муніципалітет розташований на відстані близько 230 км на північ від Мадрида, 46 км на північ від Паленсії.
На території муніципалітету розташовані такі населені пункти: (дані про населення за 2010 рік)
- Лас-Кабаньяс-де-Кастілья: 20 осіб
- Осорно: 1256 осіб
- Сантільяна-де-Кампос: 94 особи
- Вільядьєсма: 84 особи

## Демографія
Динаміка населення (INE ):

## Галерея зображень

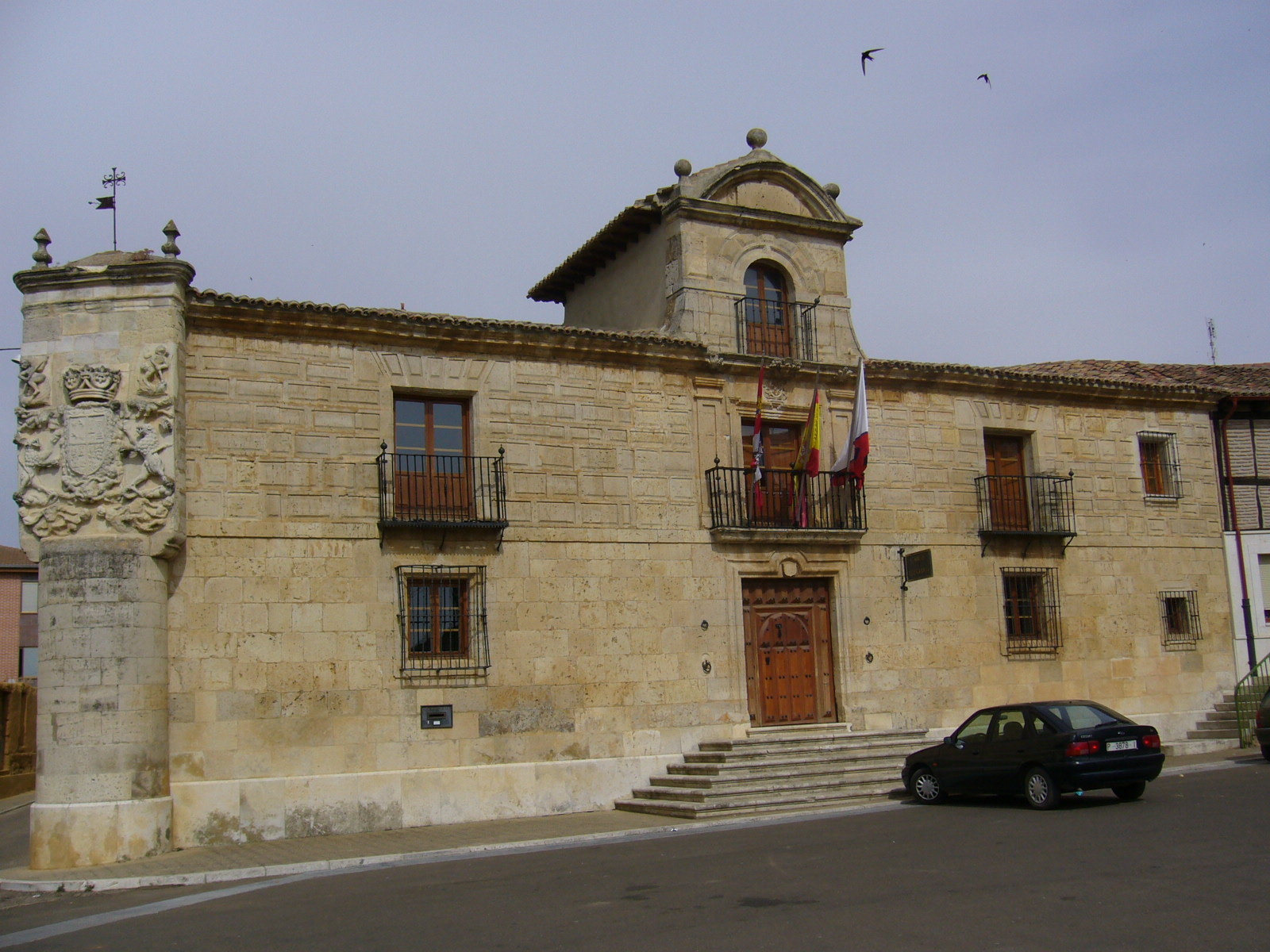
Муніципальна рада
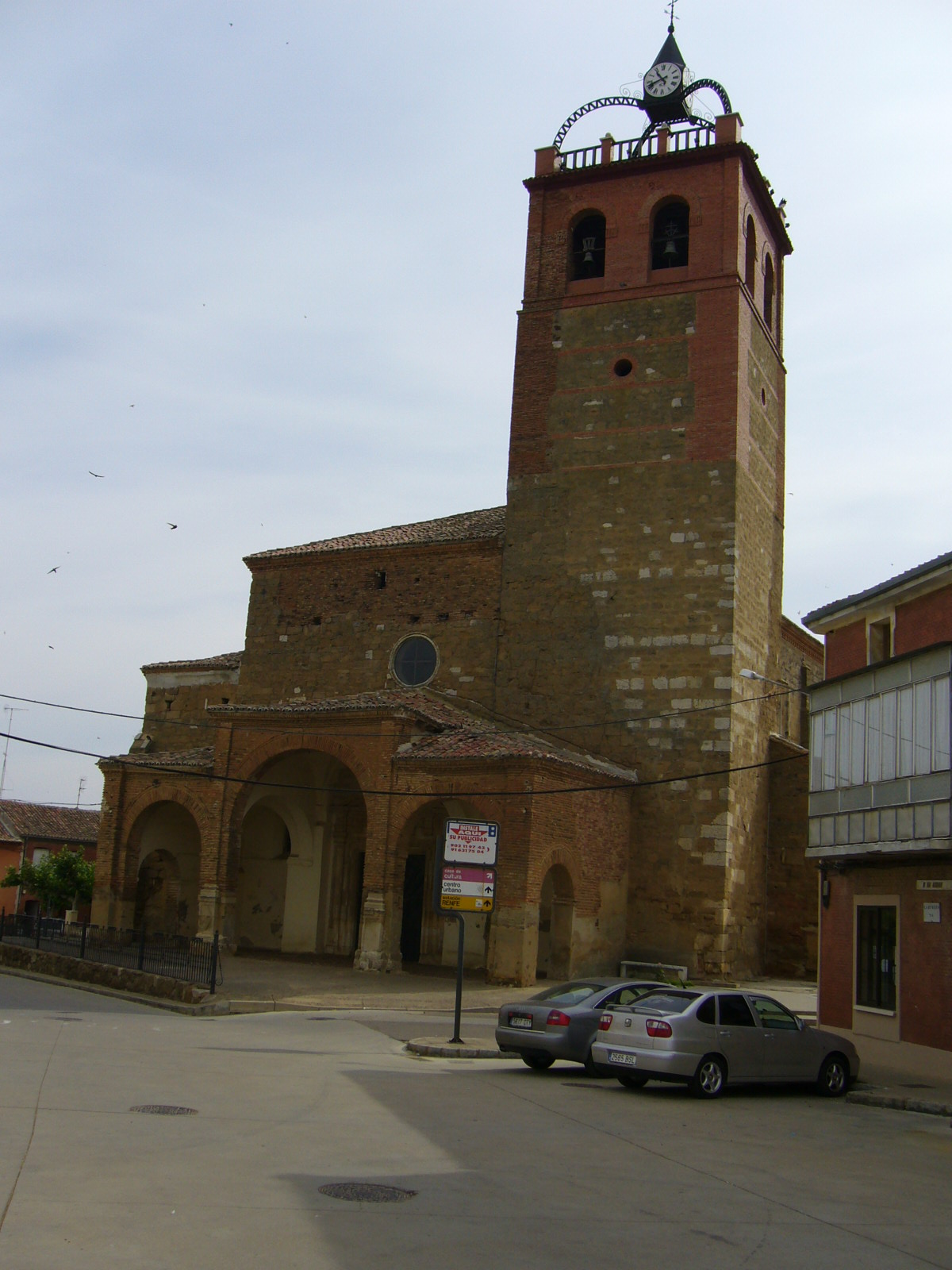
Церква Нуестра-Сеньйора-де-ла-Асунсьйон